# Camptocercus rectirostris
Camptocercus rectirostris is een watervlooiensoort uit de familie van de Eurycercidae. De wetenschappelijke naam van de soort is voor het eerst geldig gepubliceerd in 1862 door Schoedler.